# Calamaria lateralis
Calamaria lateralis är en ormart som beskrevs av Mocquard 1890. Calamaria lateralis ingår i släktet Calamaria och familjen snokar. IUCN kategoriserar arten globalt som otillräckligt studerad. Inga underarter finns listade.
Arten förekommer på nordöstra Borneo. Honor lägger ägg.